# Мейстер, Виктор Викторович
Виктор Викторович Мейстер (22 декабря 1947, Семёновка, Кустанайская область — 12 февраля 2021) — казахстанский государственный служащий, глава Аркалыкской городской администрации (1990—1992).

## Биография
Родился 22 декабря 1947 года в селе Семеновка Кустанайского района Кустанайской области.
В 1967 году окончил Казахстанский техникум механизации и электрификации сельского хозяйства по специальности инженер-электрик, в 1978 году — заочное отделение Целиноградского сельскохозяйственного института.
Работал инженером-электриком совхоза «Затобольский». С 1971 по 1974 годы — начальник Аркалыкских районных электрических сетей, в 1974—1977 — заместитель директора Тургайского областного п.п. электрических сетей, в 1977 1985 — директор п.п. Восточных и Южных электрических сетей «Кустанайэнерго».
С 1985 по 1987 годы — заведующий отделом Тургайского обкома партии.
С 1987 по 1990 годы — управляющий трестом «Тургайалюминстрой».
С 1990 по 1992 годы — председатель Аркалыкского горисполкома, горсовета.
В 1992 года — глава Аркалыкской городской администрации.
С 1992 по 1997 годы — заместитель главы администрации акима Тургайской области.
С 1998 по 1999 годы — заместитель акима Костанайской области.
С 1999 по 2013 годы — первый заместитель акима Костанайской области.
С 2013 по 2016 годы — советник акима Костанайской области.
С 2013 года на пенсии.

## Награды и звания
- Орден «Барыс» 3 степени (Указом Президента Республики Казахстан от 7 декабря 2009 года)[2][3]
- Орден Курмет (Указом Президента Республики Казахстан от 10 декабря 2001 года)[4]
- 2005 — нагрудный знак «Почётный дорожник»
- 2006 — нагрудный знак «Почётный строитель Республики Казахстан»
- 2007 — почётное звание «Заслуженный энергетик Республики Казахстана»
- 2018 — почётное звание «Почетный гражданин Костанайской области» за особый вклад в социально-культурное развитие области[5]

Государственные медали
- Медаль «10 лет независимости Республики Казахстан» (2001)
- Медаль «В ознаменование 100-летия железной дороги Казахстана» (2004)
- Медаль «50 лет Целине» (2004)
- Медаль «10 лет Астане» (2008)
- Медаль «20 лет независимости Республики Казахстан» (2011)
- Медаль «20 лет Астане» (2008)